# Piotr Wlaź
Piotr Wiktor Wlaź – polski farmakolog, prof. dr hab. nauk weterynaryjnych.

## Życiorys
27 października 1994 obronił pracę doktorską Wpływ wielokrotnego podawania aminofiliny na działanie leków przeciwpadaczkowych w maksymalnym elektrowstrząsie u myszy, 25 listopada 1999 habilitował się na podstawie pracy zatytułowanej Przeciwdrgawkowe działanie ligandów miejsca glicynowego w kompleksie receptora NMDA. 7 października 2010 nadano mu tytuł profesora w zakresie nauk biologicznych. Objął funkcję profesora nadzwyczajnego w Katedrze Farmakologii na Wydziale Medycyny Weterynaryjnej Akademii Rolniczej w Lublinie, oraz w Instytucie Biologii na Wydziale Biologii i Nauk o Ziemi Uniwersytetu Marii Curie-Skłodowskiej.
Był profesorem zwyczajnym na Wydziale Medycyny Weterynaryjnej Akademii Rolniczej w Lublinie i Instytutu Biologii i Biochemii Wydziału Biologii i Biotechnologii Uniwersytetu Marii Curie-Skłodowskiej.
Piastuje stanowisko profesora Instytutu Nauk Biologicznych na Wydziale Biologii i Biotechnologii Uniwersytetu Marii Curie-Skłodowskiej.